# Mariä Himmelfahrt (Marling)

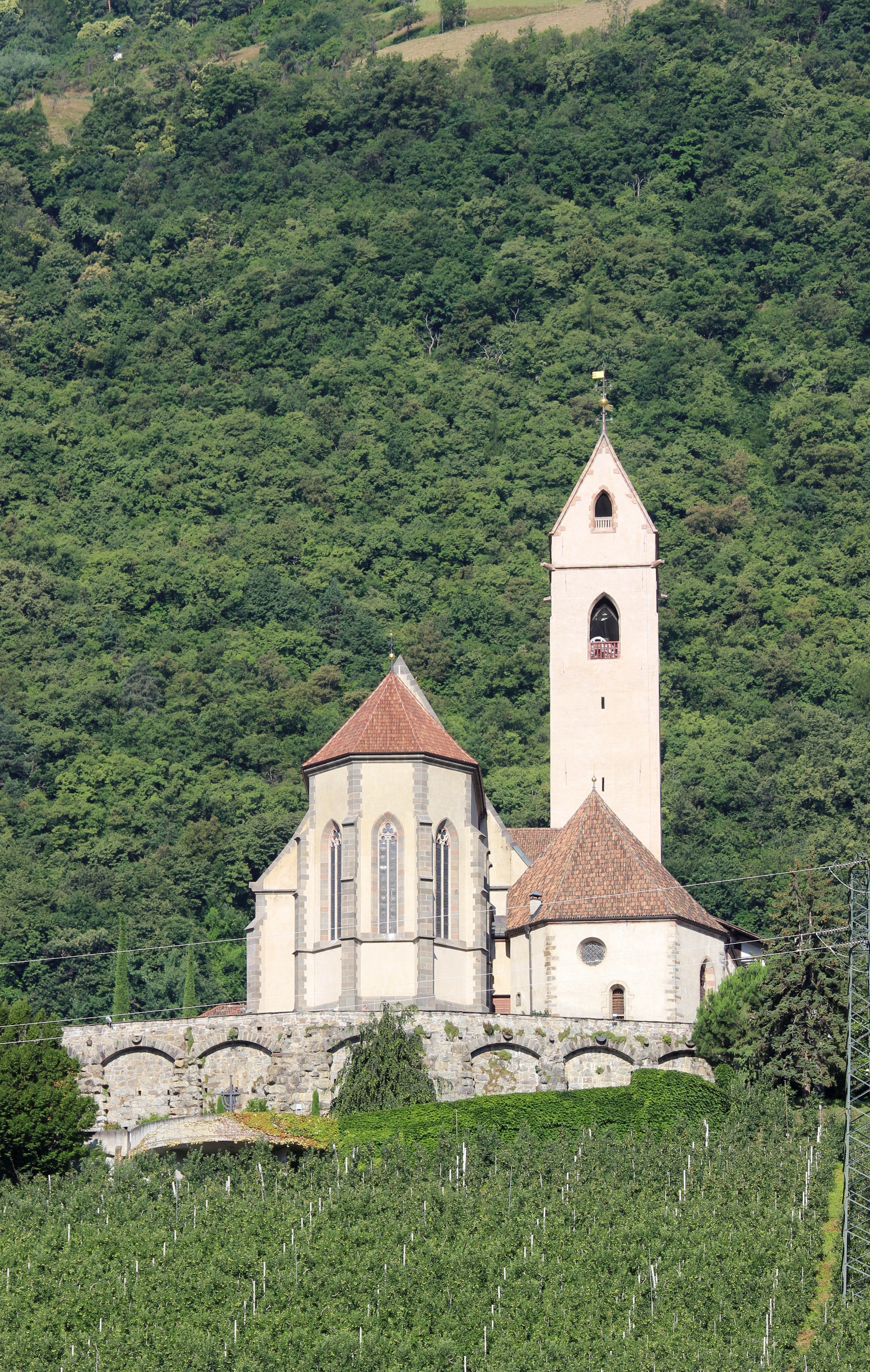
Ansicht der Pfarrkirche von Osten

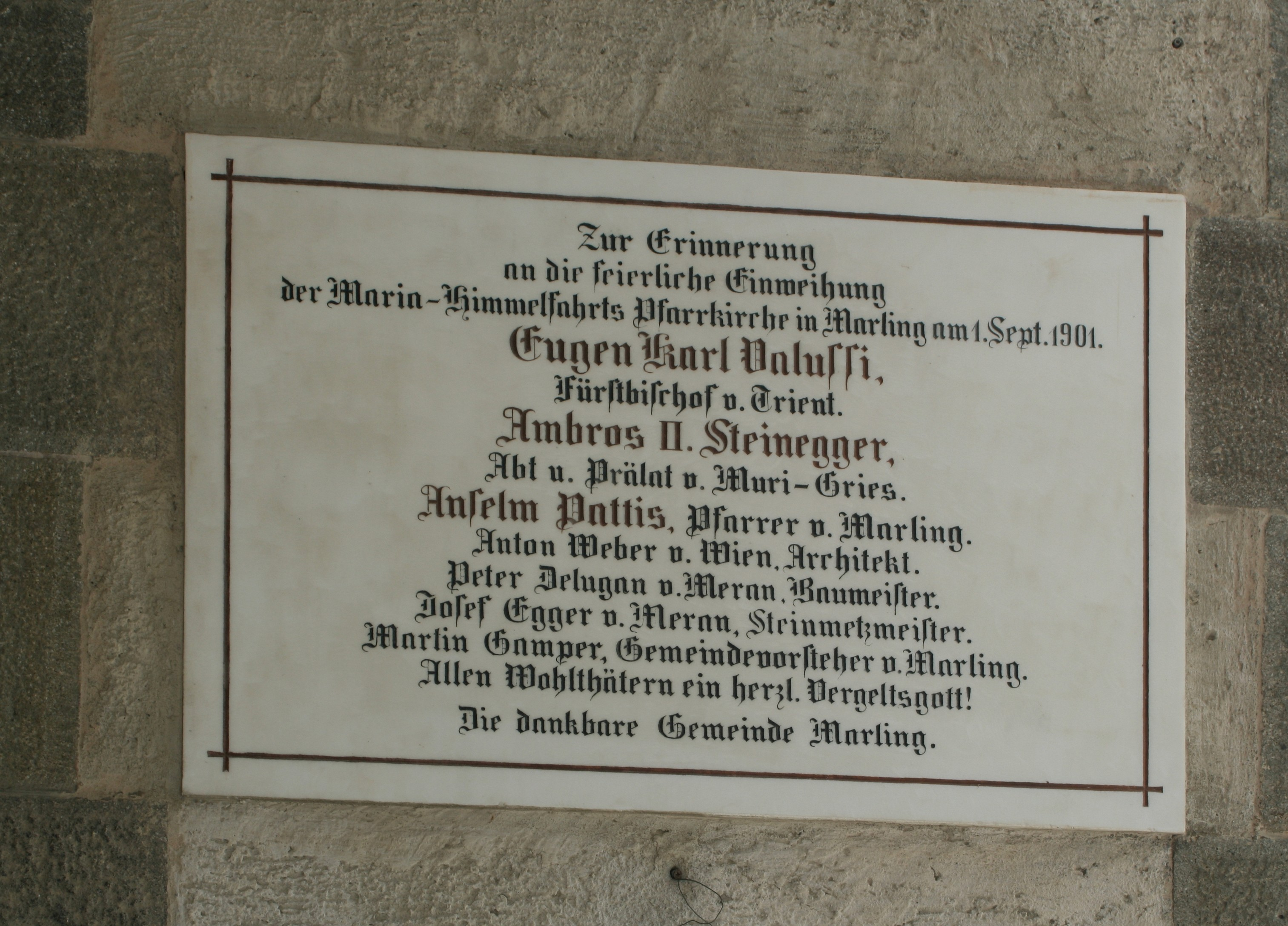
Weihestein

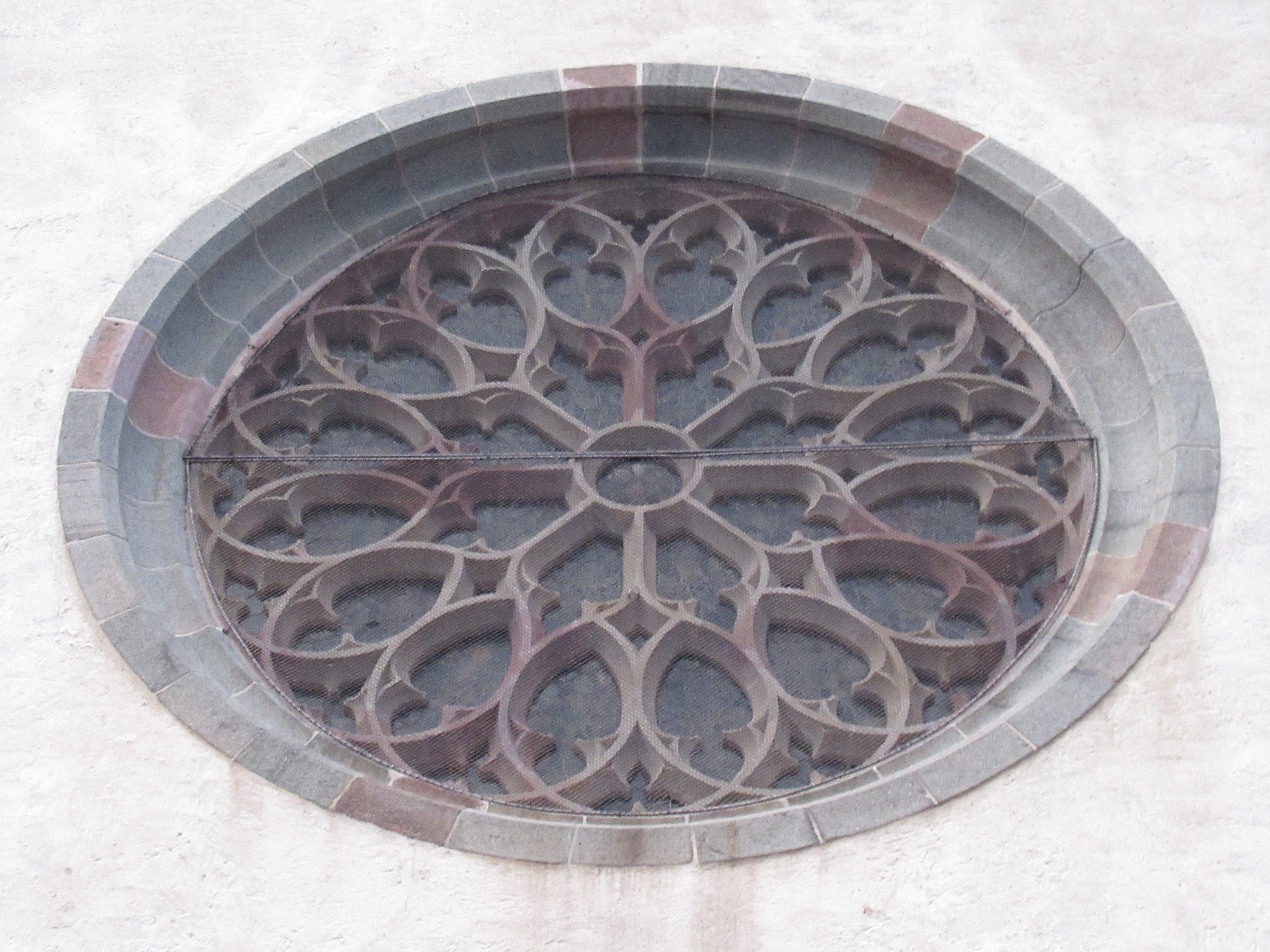
Fensterrose

Maria Himmelfahrt ist die römisch-katholische Pfarrkirche des Dorfes Marling in Südtirol. Die alte und neue Pfarrkirche sowie der Friedhof stehen seit dem 16. März 1981 unter Denkmalschutz. Das Patroziniumsfest ist der 15. August.

## Geschichte
Die örtliche Pfarre, zu der früher neben Marling auch Tscherms gehörte, wurde 1166 erstmals urkundlich mit einem Pfarrer Tiapoldus als Zeuge erwähnt, sowie 1184 mit einem Pleban Rodeger von Marningen neben seinem Patronatsherr Bischof Konrad von Trient. Ein romanischer Vorgängerbau weihte 1251 der Bischof von Trient inkl. drei Altäre, von dem heute noch die unteren Geschosse des Turms erhalten sind. Am 4. Mai 1354 erfolgte wiederum eine Neuweihe. Am 9. März 1394 schenkte der Trienter Bischof Georg I. das Kirchenpatronat dem Augustiner-Chorherrenstift Gries. 1406 stiftete Petermann von Lebenberg der Kirche ein Benefizium. 1474 bestätigte der Tiroler Landesfürst dem Kloster die Einverleibung der Pfarre. 1591 schlug der Blitz in den Kirchenturm ein. Der darauffolgende Brand ließ alle Glocken schmelzen. Da angeblich der beschädigte Turm das Gewicht eines Spitzhelm oder Zwiebelkuppel nicht tragen konnte, war das Satteldach nur eine Notlösung. Im 17. Jahrhundert erforderte die Pest eine Vergrößerung des der Kirche umgebenden Friedhofes, wofür ein Graf Fuchs von Fuchsberg ein Grundstück zur Verfügung stellte. Aus Mangel an Ordensgeistlichen erhielt die Pfarre 1636 einen ersten Weltpriester. 1700 wurde vom Orgelbauer Andreas Santner aus Bozen eine neue Orgel bezogen. Das barocke Hochaltarblatt schuf der österreichische Maler Mathias Pussjäger. 1855 wechselte das Kirchenpatronat an die Abtei Muri-Gries, als Rechtsnachfolger des Augustiner-Chorherrenstift. Aus Platzgründen entstand unter der Amtszeit des Pfarrers Anselm Pattis von 1898 bis 1899 neben der alten, eine neue, größere Pfarrkirche im neugotischen Stil nach Plänen des Wiener Architekten Anton Weber. Den Neubau weihte laut Weihestein am 1. September 1901 der Fürstbischof von Trient Eugen Karl Valussi sowie der Abt und Prälat von Muri-Gries Ambros II. Steinegger. Die alte gotische Pfarrkirche dient seither als Seitenkapelle und Sakristei.

## Architektur
Die neugotische Pfarrkirche ist eine mit einem Kreuzgratgewölbe überspannte, dreischiffige Saalkirche mit einem 5/8-Chorschluss. Der spätromanische Turm mit einer Höhe von 45 m stammt aus dem 13. Jahrhundert. Nach einem Brand im Jahr 1591 wurden das Innere des Kirchturmes mit dem Glockenstuhl und das Dach wieder aufgebaut. Im Zuge dieser Restaurierung erhielt der Turm ein Satteldach. 2011 wurde während der Sanierung der Kirche auch die Fassade des Turmes restauriert.

## Ausstattung

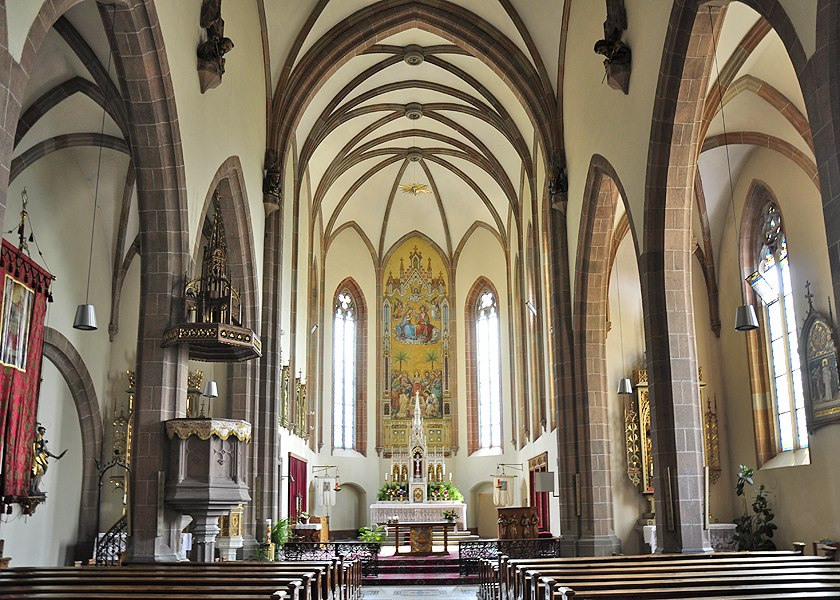
Innenraum

Das neun Meter hohe Mosaik im Chor stellt den Marientod und die Marienkrönung dar. Geschaffen wurde es 1906 durch die Tiroler Glasmalerei und Mosaik Anstalt in Innsbruck. Im Chor befinden sich vier geschnitzte und farbig gefasste Flügel mit den Reliefs von Heiligen, die von einem ehemaligen gotischen Flügelaltar stammen.

## Glocken
Das Geläut der Kirche besteht aus sieben Glocken. Die größte Glocke, genannt Große oder Anna Maria, wurde 1847 in Trient von der Glockengießerei Bartholamaeus Chiappani 
gegossen. 5 Glocken stammen aus dem Jahr 1925 und wurden in Trient von Carlo und Mario Colbacchini gegossen, die letzte schließlich, die Kluane erst 1928, ebenfalls von Carlo und Mario Colbacchini.

## Sonstiges
Der österreichische Komponist Franz Liszt verfasste über das Glockengeläut von Marling am 14. Juli 1874 in der Villa d’Este in Tivoli bei Rom die Komposition „Ihr Glocken von Marling“ nach einem Gedicht von Emil Kuh. Die Pfarrkirche von Marling war ein Vorbild für den Bau der All Saints Church im englischen Selsley in Gloucestershire. Ihr Bauherr Samuel Marling hielt sich in den 1860er Jahren als Kurgast in Meran auf.